# قرة تشي سفلي
قرة تشي سفلي هي قرية في مقاطعة مشكين شهر، إيران. عدد سكان هذه القرية هو 248 في سنة 2006.